# Inácio Franco
Inácio Franco (Itaberaí, 9 de abril de 1953) é um empresário e político brasileiro filiado ao Partido Liberal (2006) (PL) com atuação política no estado de Minas Gerais. Ele é formado em direito, e foi prefeito em Pará de Minas, eleito por duas vezes consecutivas. Teve passagem atuante pela Assembleia Legislativa de Minas Gerais, onde esteve como Deputado Estadual por quatro mandatos consecutivos. Foi eleito prefeito em Pará de Minas na eleição municipal de 2024.

## Biografia
Nascido em Itaberaí, filho de Olímpio de Melo Franco e Belcholina Pacheco Franco, iniciou em 1980 a criação de sua primeira empresa, a Embraurb, que até hoje atua com serviços de urbanização e asfalto. Entre 1993 e 1997 foi presidente do Sindicato Rural Patronal e da Cooperativa dos Produtores Rurais de Pará de Minas.
Em 2001 foi eleito prefeito de Pará de Minas com 22.118 votos. Candidatando para sua reeleição, foi eleito novamente como prefeito da cidade em 2004 conseguindo 25.000 votos.
Em 2006 ele deixou o cargo de prefeito para se filiar ao PV, no ano seguinte ele se elegeu para Deputado Estadual vencendo com 51.411 votos. Onde permaneceu até 2022.
Em 2024 foi eleito prefeito de Pará de Minas com mais de 27.000 votos pelo Partido Liberal(PL).

## Prêmios e honrarias
Em 2002 foi premiado pelo Conselho Federal de Contabilidade, em Brasília, como o terceiro prefeito do país entre os que melhor aplicam os recursos.